# ПираМММида
«ПираМММида» — российский фильм режиссёра Эльдара Салаватова. В основу сюжета положена повесть Сергея Мавроди «Пирамида».
Фильм вышел в российский прокат 7 апреля 2011 года, а на телевидении — 25 февраля 2012 года на Первом канале.

## Сюжет
Россия, 1994 год. Никому не известный математик-одиночка Сергей Кондратьевич Мамонтов ищет, куда применить себя и свой интеллект. И заказывает макет «ценной бумаги» (прототип — Билет МММ) с имперской вязью, богатым орнаментом, водяными знаками и собственным портретом в самом центре.
Начинается активная рекламная кампания. Чуть больше двух недель оказывается достаточно, чтобы народ выстроился в очереди за «мамонтовками». И могущественные банкиры, и госструктуры в растерянности — никто не имеет понятия, как это прекратить, а в МММ уже набралось больше 10 миллионов вкладчиков.
Дальше Мамонтов озабочен тем, что в стране нет богатых людей, а на приватизацию выставлена вся советская промышленность. Он аккумулирует «частные жадности» и решает провести честную приватизацию. На пути у него встаёт агент западного империализма — Белявский (аллюзия на Б. А. Березовского) со своим МегаВАЗ-банком (аллюзия на ЛогоВАЗ). Белявский заходит сверху — заводит связи в Кремле и возглавляет телевидение. На «стрелке» Белявский предлагает поделить Россию. Мамонтов отказывается: «Я Россией не торгую!», чем навлекает на себя финансовую инспекцию, которая без проверки документов выставляет ему немыслимые требования об уплате налогов, которые Мамонтов исполняет. Денег ещё хватает на разорение банка Белявского.
В стране к тому времени уже 20 млн вкладчиков, и каждую неделю их число увеличивается на миллион, а «мамонтовки» ходят наравне с рублями. Мамонтов угрожает захватить власть при помощи разоряющихся вкладчиков. Приглашённый на заседание правительства Мамонтов предстаёт радетелем за государство на фоне коррумпированного окружения и просит изменить закон — позволить втянуть в свою финансовую систему иностранцев с тем, чтобы подчинить себе западную олигархию и тем самым сделать из Ельцинской России мирового лидера. Но Белявский начинает угрожать жизни дочери Мамонтова, и тот в итоге попадает в ловушку. На Останкинской башне побитый Мамонтов вновь отказывается сотрудничать с Белявским, несмотря на предлагаемую возможность стать «главой государства». Мамонтов надеется уехать вместе с дочерью, защищаясь наличием записи разговора с Белявским (где тот предлагал аналогичные «привилегии») у своей помощницы Веры, но та, убегая от людей Белявского, роняет запись в парке, в результате чего по обвинению в неуплате налогов Мамонтов попадает в тюрьму, из которой выходит только через семь лет.
В финальных титрах показаны фокусы с российскими денежными купюрами и монетами (исчезновение, раздвоение, увеличение номинальной стоимости и т. п.).
В сцене частной вечеринки, организованной компанией Мамонтова, Богдан Титомир исполняет ремейк песни «Капитал» группы «Ляпис Трубецкой».

## В ролях
- Алексей Серебряков — Сергей Мамонтов (прототип — Сергей Мавроди)
- Фёдор Бондарчук — Белявский (прототип — Борис Березовский)
- Пётр Фёдоров — Антон
- Екатерина Вилкова — Вера
- Анастасия Ричи — Кнопка
- Никита Салопин — Зотик
- Сергей Колтаков — премьер-министр
- Юрий Цурило — генерал
- Алексей Горбунов — полковник
- Артём Михалков — майор
- Игорь Яцко — Резо, «Китайчик» (прототип — Вячеслав Иваньков, «Япончик»)
- Даниил Спиваковский — Гутов
- Анна Михалкова — жена Мамонтова
- Владимир Пермяков — Лёня Голубков (камео)
- Вячеслав Воробьёв-Ликёров — Иван Голубков
- Богдан Титомир — Богдан Титомир (камео)

## Создание фильма
Съёмки фильма проходили большей частью в Минске.
Прокат фильма откладывался несколько раз: первоначально выход планировался весной 2010 года, затем — осенью того же года, потом — зимой 2011 года, вышел в прокат 7 апреля этого же года.
В конце марта 2011 года, перед выходом фильма на экраны, Сергей Мавроди отрицательно отзывался о нём, считая, что фильм оказался хуже сценария.

## Съёмочная группа
- Режиссёр-постановщик — Эльдар Салаватов
- Автор сценария — Максим Василенко, Сергей Крайнев
- Продюсер — Сергей Ливнев, Георгий Малков, Лев Николау
- Оператор-постановщик — Горан Павичевич

## Награды
- 2012 — Номинация на премию «Золотой орёл» за лучшую мужскую роль (Алексей Серебряков)[5].